# Parestesia
La parestesia è un'alterazione della sensibilità degli arti o di altre parti del corpo. In particolare, il termine descrive una condizione caratterizzata da fenomeni sensitivi a livello locale, più frequentemente descritti come formicolio, a volte unita a sensibilità alterata o diminuita (anestesia e disestesia), e di freddo o caldo senza stimolo termico o interno, oppure aumento di sensibilità alla temperatura reale o al dolore (iperalgesia e iperestesia).
Tali problemi, in molti casi dovuti a lesioni a carico del sistema nervoso centrale o periferico, possono avere anche cause circolatorie (occlusione di vasi sanguigni nell'arto interessato).
Tra le cause nervose della parestesia possono esserci lesioni al tessuto nervoso causate da interventi chirurgici, lesioni, ernie, o anche da malattie virali come la rabbia e da avvelenamento da mercurio. La parestesia può essere anche sintomo di diabete mellito, ipotiroidismo e di sclerosi multipla.
Essa è a volte un effetto collaterale di vari tipi di farmaci:
- antiepilettici[1];
- anestetici[2];
- antibiotici[3].
- anticorpi monoclonali terapeutici, utilizzati prevalentemente per la terapia oncologica
- buspirone, nome commerciale Buspar

La parestesia può anche essere un sintomo neuromuscolare della sindrome da astinenza da alcol.
La parestesia si manifesta infine quando si posiziona un arto in una posizione scorretta, il che provoca una perdita del tatto e anche una sensazione di freddo per un breve periodo finché non si riacquista una posizione corretta dell'arto.